# Споменик Бориславу Пекићу у Београду
Споменик Бориславу Пекићу је споменик у Београду. Постављен је у част српског књижевника, филмског сценаристе и драматурга Борислава Пекића.

## Опште карактеристике
Споменик се налази на степеницама Цветног трга, на углу Његошеве и улице краља Милана у општини Врачар. Споменик је израђен у бронзи и приказује Пекића у природној величини. Израдио га је вајар Зоран Ивановић, а у Одбору за израду споменика били су Драган Великић и Љиљана Пешић. У подножју споменика на првој степеници, на бронзаној плочи исписано је име писца са годином рођења и смрти.
Споменик Бориславу Пекићу свечано је откривен 2. марта 2016. године у присуству његове супруге Љиљане Пекић и више стотина људи, а открио га је Александар Вучић, тадашњи премијер Србије. Одлука о подизању споменика донета је на иницијативу његове породице, а споменик је подигнут средствима Фондације „Борислав Пекић”.